# Oszlopdiagram

Vízszintesen megrajzolt oszlopdiagram

Az oszlopdiagram leggyakrabban a kategorikus, vagy más néven kvalitatív változó ábrázolására használt diagram a leíró statisztikában. A figyelmet a kategóriák gyakoriságára irányítja, ahol az oszlopok magassága vagy hosszúsága jelöli a gyakoriságot. A különféle kategóriákhoz tartozó oszlopok többnyire nem érnek egymáshoz, mint a hisztogramnál. Függőlegesen és vízszintesen is megrajzolható. Az egyik tengely az összehasonlított adatokat tartalmazza, míg a másik tengely az értékeket mutatja.  Ha a felvázolt adatok nominálisak, az oszlopok tetszőleges sorrendben ábrázolhatók, de ha az adatok ordinálisak akkor többnyire sorba rendezettek. 

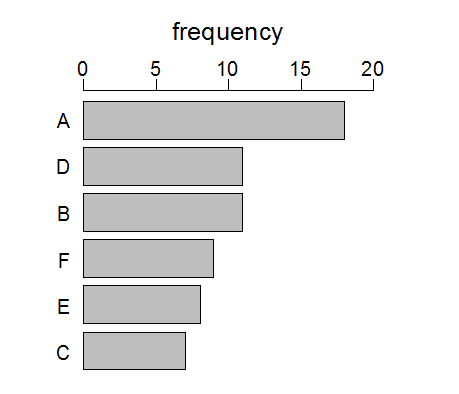
Függőlegesen megrajzolt oszlopdiagram

## Az oszlopdiagram továbbfejlesztett változatai
Az egyszerű oszlopdiagram praktikus továbbfejlesztése az, amikor a különálló kategóriák összetevőit szeretnénk ábrázolni.

### Csoportosított oszlopdiagram
Az egyes kategóriákat összetevőikre bontjuk és kategóriánként csoportosítjuk. Az összetevőket különféle színezéssel különböztethetjük meg. 

Csoportosított oszlopdiagram

### Rétegelt (halmozott) oszlopdiagram
Hasonlóan a csoportosított diagramhoz a kategóriákat összetevőikre bontjuk, de ez esetben nem egymás mellé hanem egymás tetejére helyezzük az oszlopokat.

Halmozott oszlopdiagram

### Pareto diagram
Abban az esetben használhatjuk, ha minimális befektetéssel szeretnénk a leggyorsabban és a leghatékonyabban változtatni egy problémán, oly módon, hogy  a legjelentősebb tényezőket azonosítjuk. Azon a jelenségen alapul, amit az olasz közgazdász, Vilfredo Pareto (1848–1923) állapított meg először, miszerint a probléma nagyobb részéért csak kevés tényező felel.
Az egyetlen lényeges különbség, hogy a változók gyakoriság szerint vannak rendezve, bal oldalt a leghosszabb oszloppal.

Pareto diagram